# Turystyka motocyklowa
Turystyka motocyklowa – połączenie turystyki i przemieszczania się motocyklem, czyli poznawanie świata w celach wypoczynkowych i niekomercyjnych z wykorzystaniem motocykla jako głównego środka transportu.

## Rozwój motocykla
Pierwszy motocykl powstał w 1885 roku. Już pod koniec XIX produkowane były komercyjnie. Pewne okresy historyczne niewątpliwie przyspieszyły jego rozwój. Motocykle będąc ekonomicznym środkiem transportu brały istotny udział w I i II wojnie światowej oraz w odbudowie świata w latach '50 XX wieku. Początkowo produkcja zdominowana była przez fabryki europejskie, jednak dominacja ta została na początku lat '70 przełamana wejściem na rynek produktów japońskich. Po ustaleniu się pewnej równowagi, stan ten trwa do dziś, a motocykle są coraz popularniejsze. W 1987 całkowita produkcja wynosiła 8,344 mln sztuk rocznie. Dla porównania w 2002 było to już prawie 3 krotnie więcej.

## Rozwój turystyki motocyklowej na świecie
Równolegle do upowszechniania tego taniego środka transportu odbywano pierwsze podróże w celach rekreacyjnych. Łatwo przewidzieć, że początkowo były to krótkie dystanse a rozrywka należała jedynie do zamożnych. Pierwsza podróż dookoła świata odbyła się w latach 1928-1936. Węgrzy - Zoltan Sulkowsky, wraz ze swoim przyjacielem Gyula Bartha - podróżowali motocyklem Harley-Davidson z wózkiem bocznym. Wyczyn ten ukończył również rok później Robert Edison Fulton, Amerykanin, syn przyjaciela Thomasa Edisona. Z początkiem lat '70 XX w. dalekie podróże motocyklowe upowszechniły się. Być może sprawca tego zamieszania był Ted Simon który wydał swoją książkę opisującą podroż dookoła świata zatytułowaną "Jupiter's Travel". 
Do dzisiaj motocykliści podróżowali w każdy zakątek świata na każdym typie motocykla. 
Najdłuższa podróż motocyklowa według Księgi Rekordów Guinnessa: 
Simon i Monica Newbound - 183 000 km (2009)

## Rozwój turystyki motocyklowej w Polsce
W 1907 założono pierwszą organizację motorową w Polsce pod nazwą Towarzystwo Automobilistów Królestwa Polskiego. Organizacja ta utworzyła w 1926 sekcję turystyczną konkurencyjną do istniejącego od roku Polskiego Touring Klubu. W 1927 powstał Polski Związek Motocyklowy, który wraz z pozostałymi został po wojnie zrzeszony w ramach Polskiego Związku Motorowego.
W latach 1934-36 Stanisław Bujakowski oraz Halina Korolec-Bujakowska przemierzyli Azję motocyklem BSK pokonując trasę z Druskiennik do Szanghaju. Ich wspomnienia zostały opublikowane po latach w książce Mój chłopiec, motor i ja.
Okres rządów komunistycznych nie sprzyjał rozwojowi turystyki motocyklowej w Polsce, motocykliści podróżowali głównie po Polsce czy ościennych krajach bloku wschodniego. Motocykle japońskie czy zachodnioeuropejskie były praktycznie niedostępne. Do wyjątków należała podróż dookoła świata ukończona przez Marka Michela w 1974 roku na WSK 125. 
Rozkwit motocyklizmu nastąpił po upadku Żelaznej Kurtyny.